# Max-Planck-Institut für Astronomie

Logo des Max-Planck-Instituts für Astronomie

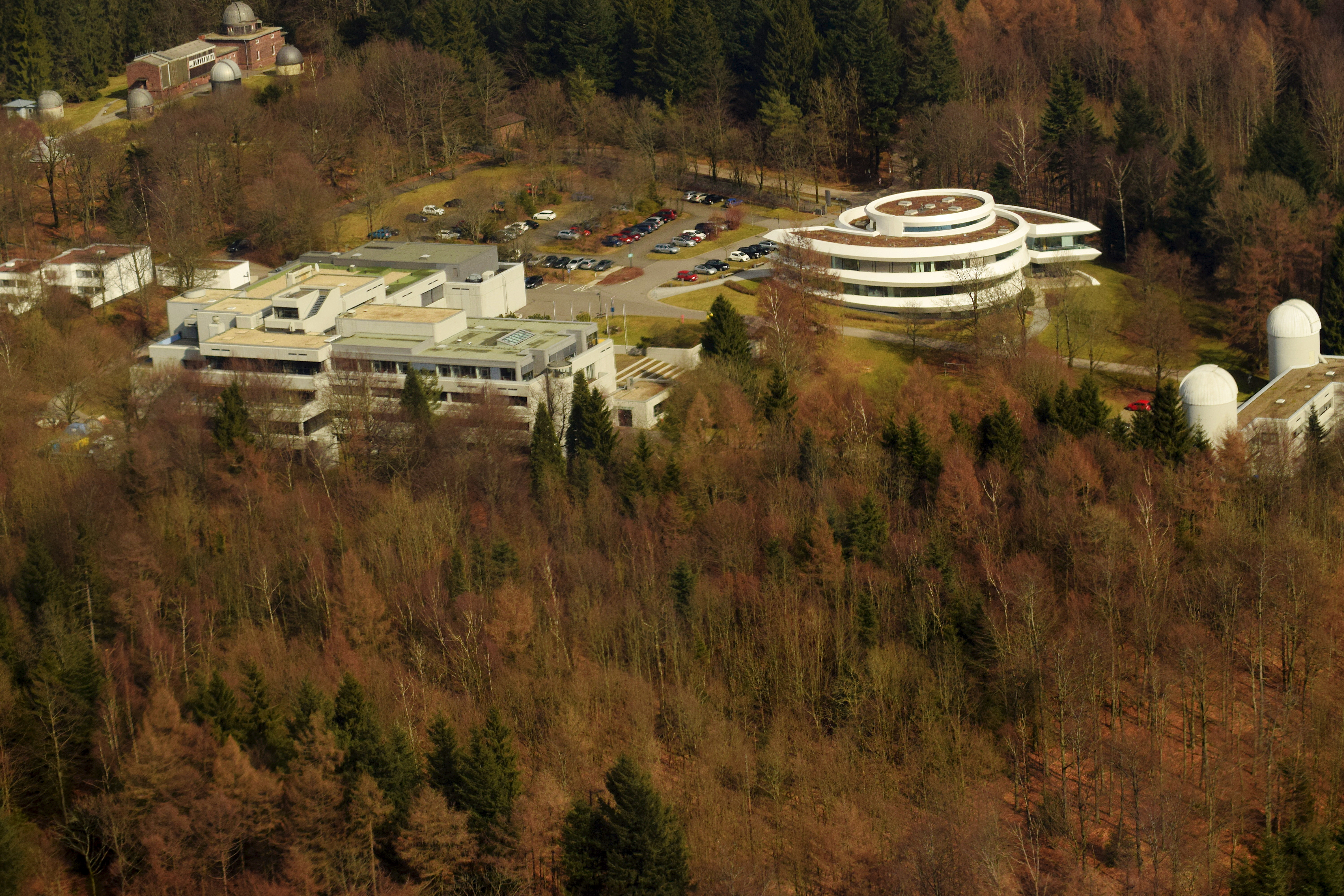
Das Max-Planck-Institut für Astronomie auf dem Königstuhl bei Heidelberg.

Das Max-Planck-Institut für Astronomie (MPIA) ist eine außeruniversitäre Forschungseinrichtung unter der Trägerschaft der Max-Planck-Gesellschaft (MPG) und hat seinen Sitz in Heidelberg auf dem Königstuhl in unmittelbarer Nachbarschaft zur Landessternwarte. Das Institut betreibt in erster Linie Grundlagenforschung im Fach der Naturwissenschaften auf dem Gebiet der Astronomie.
Neben eigenen astronomischen Beobachtungen und astronomischer Forschung ist das Institut auch aktiv an der Entwicklung von Beobachtungsinstrumenten beteiligt. In eigenen Werkstätten werden die Geräte oder Teile davon hergestellt.

## Geschichte
Die Gründung des Instituts im Jahre 1967 ging aus der Einsicht hervor, dass ein überregionales, mit leistungsfähigen Teleskopen ausgestattetes Institut erforderlich sei, um international konkurrenzfähige astronomische Forschung betreiben zu können. Gründungsdirektor wurde 1968 der Astronom Hans Elsässer. Im Februar 1969 nahm eine erste Gruppe von 5 Mitarbeitern in den Gebäuden der benachbarten Landessternwarte Königstuhl die Arbeit auf. Das 1975 fertiggestellte Institut widmete sich anfänglich der Vorbereitung und Auswertung astronomischer Beobachtungen und der Entwicklung neuer Messverfahren.
Gemeinsam mit spanischen Stellen betrieb es in den Jahren 1973 bis 1984 den Aufbau des Calar-Alto-Observatoriums auf dem Calar Alto bei Almería. Dieses größte Observatorium auf dem europäischen Festland wurde bis 2019 von den Astronomen beider Länder paritätisch genutzt. Am 23. Mai 2019 unterzeichneten die Regionalregierung von Andalusien und die MPG eine Überlassungsvereinbarung für den Anteil von 50 % an dem Observatorium. Seitdem befindet es sich ausschließlich in spanischem Besitz.
Seit 2005 betreibt das MPIA zusammen mit Partnern aus Deutschland, Italien und den USA das Large Binocular Telescope (LBT) und dessen Ausstattung mit Messinstrumenten. Das LBT steht auf dem 3190 m hohen Mount Graham bei Tucson, Arizona. Es trägt auf seiner Montierung zwei Hauptspiegel mit je 8,4 Metern Durchmesser und ist damit das größte optische Einzelteleskop der Welt, das aus einzelnen Hauptspiegeln besteht.

## Forschung
Drei wissenschaftliche Fragestellungen werden am MPIA vorrangig behandelt. Einmal geht es um die Entstehung und Entwicklung von Sternen und Planeten in unserer kosmischen Nachbarschaft. Dabei schwingt die Frage mit: Ist die Sonne mit ihrem belebten Planeten Erde einmalig oder herrschen auch in der Umgebung anderer Sterne, zumindest der zahlreichen sonnenähnlichen unter ihnen, lebensfreundliche Bedingungen? Zum anderen geht es im Bereich Galaxien und Kosmologie um das Verständnis der Entwicklung des heutigen, reich strukturierten Universums mit seinen Galaxien und Sternen und um seine Entstehung aus dem einfachen Anfangszustand nach dem Urknall. In der dritten Abteilung geht es konkret um die Physik der Atmosphären von Exoplaneten.
Die Forschungsthemen im Überblick:
- Sternentstehung, Planetenentstehung, Astrobiologie, interstellare Materie, Astrochemie
- Struktur und Geschichte der Milchstraße, Quasare und aktive Galaxien, Entwicklung von Galaxien, Galaxienhaufen, Kosmologie
- Physik der Atmosphären von Exoplaneten

Zusammen mit dem Zentrum für Astronomie der Universität Heidelberg, dem Heidelberger Institut für Theoretische Studien (HITS) und der Abteilung Astro- und Teilchenphysik des MPI für Kernphysik (MPIK) bildet das MPIA in Heidelberg einen weltweit beachteten Schwerpunkt der astronomischen Forschung.
Seit 2015 betreibt das MPIA zusammen mit dem MPIK, dem HITS, dem Institut für Geowissenschaften der Universität Heidelberg und dem Department Chemie der Ludwig-Maximilians-Universität München (LMU) die Heidelberg Initiative for the Origins of Life (HIFOL). HIFOL vereint Spitzenforscher aus der Astrophysik, den Geowissenschaften, der Chemie und den Lebenswissenschaften, um die wissenschaftliche Erforschung der Voraussetzungen für die Entstehung des Lebens zu fördern, zu stärken und zu bündeln.

## Instrumentierungen
Vom MPIA wurden und werden Instrumente oder Teile davon für etliche bodengebundene Observatorien und Forschungssatelliten gebaut.
- Calar-Alto-Observatorium (Spanien)
- La-Silla-Observatorium der Europäischen Südsternwarte (ESO)
- Paranal-Observatorium und E-ELT der ESO
- Large Binocular Telescope auf dem Mount Graham
- Weltraumteleskop Herschel der ESA
- Weltraumteleskop ISO der ESA
- Weltraumteleskop James Webb Space Telescope der NASA, ESA und CSA.
- Weltraumteleskop Euclid der ESA
- Weltraumteleskop Nancy Grace Roman der NASA

Zudem beteiligt sich das MPIA an der Gaia-Mission. Gaia ist eine Weltraummission der Europäischen Weltraumorganisation (ESA), bei der genaue Positionen, Entfernungen und Geschwindigkeiten von rund einer Milliarde Sterne der Milchstraße bestimmt werden.

## Direktoren
- Hans Elsässer, Gründungsdirektor, Direktor von 1968–1997[6]
- Guido Münch, 1978–1989[6]
- Steven Beckwith, 1991–2001[6]
- Immo Appenzeller, 1998–2000 (kommissarisch)[3]
- Hans-Walter Rix, seit 1999[6]
- Thomas Henning, 2001–2024[6][7]
- Laura Kreidberg, seit 2020[8]
- Myriam Benisty, seit 2024[7]

## Infrastruktur
Die geschäftsführende Direktorin ist Laura Kreidberg (Stand März 2024). Ehemalige und aktuelle auswärtige wissenschaftliche Mitglieder des MPIA waren und sind:
- Karl-Heinz Böhm (†)
- Walter Ernst Fricke (†)
- George H. Herbig (†)
- Conny Aerts (Universität Leuven / Radboud-Universität Nijmegen)
- Immo Appenzeller (Emeritus, Universität Heidelberg)
- Steven V. W. Beckwith (University of California, Berkeley)
- Willy Benz (Universität Bern)
- Rafael Rebolo (Instituto de Astrofísica de Canarias)
- Volker Springel (Max-Planck-Institut für Astrophysik)

Ende 2021 waren insgesamt 392 Mitarbeiter am Institut tätig, darunter 190 Wissenschaftler, zu denen auch 95 Nachwuchs- und Gastwissenschaftler zählen. Im selben Jahr wurden in Zusammenarbeit mit der Universität Heidelberg 52 Doktoranden betreut. Am MPIA sind per 2021 neun unabhängige Forschungsgruppen eingerichtet. Darunter befinden sich drei Max-Planck-Forschungsgruppen, zwei Lise-Meitner-Gruppen und zwei europäische Forschungsgruppen. Zwei weitere Gruppen werden von der Alexander-von-Humboldt-Stiftung finanziert.

## International Max Planck Research School (IMPRS)
Das MPIA ist an der International Max Planck Research School for Astronomy and Cosmic Physics beteiligt, das 2005 die Arbeit aufnahm. Weitere Partner der IMPRS sind das MPI für Kernphysik, das Zentrum für Astronomie der Universität Heidelberg und das Heidelberger Institut für Theoretische Studien. Seit 2007 ist die IMPRS ein Teil der Heidelberg Graduate School of Fundamental Physics. Sprecher der IMPRS sind Hans-Walter Rix vom MPIA und Stefan Wagner von der Landessternwarte Heidelberg.

## Öffentlichkeitsarbeit
Das Institut war lange Redaktionssitz der allgemeinverständlichen Zeitschrift Sterne und Weltraum, die 1962 unter anderem vom späteren Gründungsdirektor des MPIA, Hans Elsässer, ins Leben gerufen wurde. Zudem ist es Schirmherr der Initiative „Wissenschaft in die Schulen!“, in deren Rahmen didaktische Materialien für den Schulunterricht erarbeitet werden. 
Seit 2011 sind Sterne und Weltraum, „Wissenschaft in die Schulen!“ und weitere Aktivitäten der Heidelberger Astronomen in der Öffentlichkeitsarbeit und in der Arbeit mit Schülern und Lehrern im Haus der Astronomie angesiedelt, das vom Max-Planck-Institut für Astronomie aus verwaltet wird.